# Història de l'Índia
|  | «Antiga Índia» redirigeix aquí. Vegeu-ne altres significats a «Índia antiga». |

La història de l'Índia d'abans del 1947 és inseparable de la història del subcontinent indostànic. La civilització neolítica del mil·lenni III aC era on avui hi ha el Pakistan i a la part occidental de l'actual República de l'Índia. La civilització vèdica va existir fins al primer mil·lenni aC al nord de l'Índia, des del Panjab fins a Bangladesh.
Al començament del període dels regnes mitjans, el nord de l'Índia estava dominat pels aris, mentre que al sud la cultura dràvida era prominent. A partir del segle x, els imperis islàmics es van establir al nord-oest de l'Índia, i van posar fi així a l'etapa de l'Imperi mogol.
La història colonial de l'Índia comença al segle xvii i dura fins al control de la Revolta dels sipais pels britànics l'any 1857. La independència va dividir el Raj britànic en tres estats: l'Índia, el Pakistan i Bangladesh.

## Paleolític

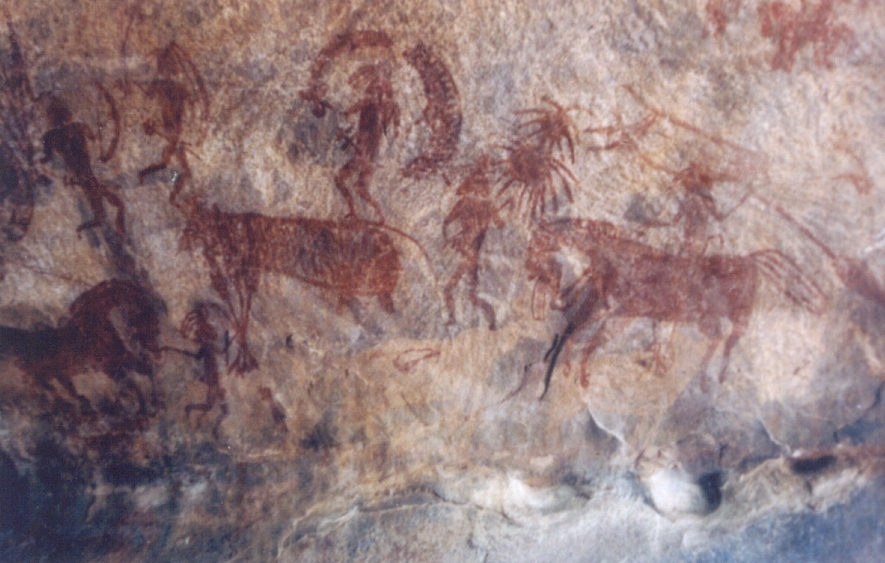
Pintura rupestre a Bhimbetka

Els primers pobles a assentar-se a l'Índia durant el Paleolítics semblen haver estat un grup australoide que poden haver estat relacionats estretament amb els aborígens australians.
Les restes aïllades d'Homo erectus a Hathnora, a la vall del Narmada, indiquen que l'Índia podria haver estar habitada des d'almenys el Plistocè mitjà, en algun lloc fa entre 200.000 i 700.000 anys. Se suposa que els primers pobladors humans van arribar-hi fa 12.000 anys. Els primers poblats confirmats daten de fa 9.000 anys i són a Bhimbetka, a l'actual estat de Madhya Pradesh.

## L'era neolítica
La cultura neolítica del sud d'Àsia va començar aproximadament cap als 7000 anys aC on avui és Balutxistan i és coneguda com la cultura Mehrgarh. Aquesta comunitat va introduir l'agricultura i el sedentarisme a la zona amb el cultiu de blat i ordi, i la domesticació de bous, ovelles i cabres, vivint en cases de fang, i teixien cistells. A la zona de Harappa, va començar a desenvolupar-se una cultura urbana que s'expandia gràcies al comerç de lapislàtzuli i altres productes de luxe. Els arqueòlegs situen entre el 2600 i el 1900 aC el moment de màxim apogeu d'aquesta civilització, amb Harappa com a capital, probablement la primera ciutat planificada de la història. Al voltant del 1550 aC, va aparèixer l'elaboració de gerres i altres estris. Aquesta cultura va desaparèixer fa uns 2.000 anys.

## Edat de bronze

### Vall de l'Indus

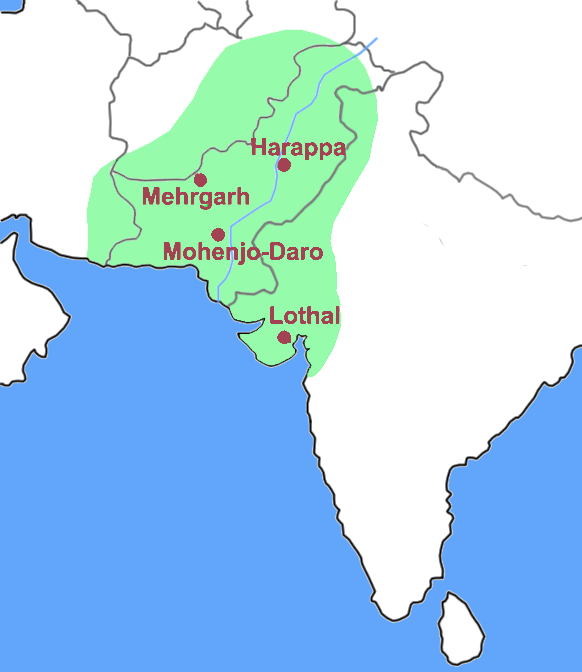
Principals ciutats de la civilització de l'Indus.

La transició de comunitats agrícoles a comunitats urbanes més complexes va començar entre el període de Mehgarh i 3000 anys aC. Aquest període va marcar el principi d'una societat urbana a l'Índia, coneguda com la civilització de la vall de l'Indus, també anomenada civilització Harappa, pel seu jaciment tipus, Harappa, el primer jaciment que es va excavar a la dècada de 1920, la qual va arribar al seu màxim desenvolupament entre el 2800 i el 1800 aC. Estava centrada entre els rius Saraswati i l'Indus i s'estenia fins a les zones de Ganges-Yamuna Doab, Gujarat i el nord de l'Afganistan.
Aquesta civilització es va fer notar per les ciutats que va construir de maons, amb sistema de drenatges i cases amb múltiples habitacions. Les referències històriques més antigues són les de Meluhla en els registres dels sumeris. Comparada amb les civilitzacions d'Egipte i Sumèria (anteriors), la civilització de l'Indus tenia una planificació urbana avançada tècnicament i sistemes de mesurament sorprenentment uniformes.
Mohenjo-Daro va ser el centre d'aquesta societat. La civilització de l'Indus s'estenia fins a Bombai al sud, fins a Delhi a l'est, fins a la frontera amb Iran a l'oest i fins a l'Himàlaia al nord. Hi havia ciutats de certa importància, com ara Mohenjo-Daro, Dholavira, Ganweriwala, Lothal i Rakhigarhi. Durant el seu apogeu, se suposa que aquesta regió va tenir una població de més de cinc milions d'habitants.
Fins avui, s'han trobat més de 2.500 ciutats i poblats, principalment a la riba del riu Indus. Es pensa que problemes geològics i el canvi del clima són els responsables d'haver assecat el riu Saraswati. Això va provocar l'aridesa i la desaparició de la civilització de l'Indus.
Els estudis arqueològics diuen que les civilitzacions de la vall de l'Indus depenien dels terrenys d'al·luvió dels rius, que proporcionaven alts rendiments de les collites de cereals. El 2700 aC, és evident la presència d'un estat organitzat, amb regles jeràrquiques i grans obres públiques. A la meitat del segon mil·lenni aC, la regió de la vall dels rius, on estaven situades les dues terceres parts dels poblats trobats, es van assecar i els poblats van ser abandonats.

## Edat de ferro
A partir del prop de l'any 1900 aC, les tribus indoàries es van traslladar al Panjab des de l'Àsia Central en diverses onades de migració. La civilització vèdica es va desenvolupar a una part del nord-oest de l'Índia, mentre que altres parts de l'Índia tenien una identitat cultural diferent. Moltes regions del subcontinent indi van fer la transició del Calcolític a l'Edat del Ferro en aquest període.

### L'era vèdica

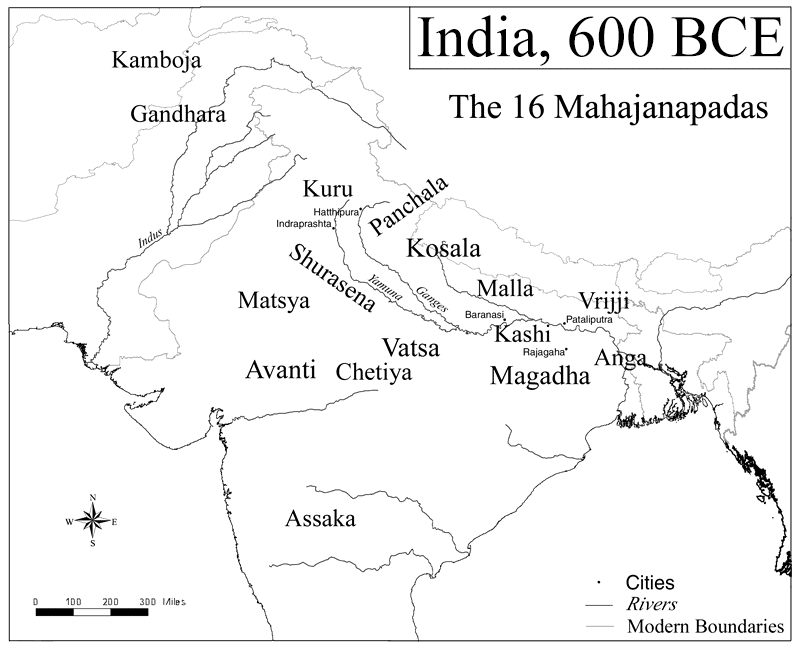
Mapa dels Mahajanapades.

La civilització vèdica és una cultura indoariana descrita en textos indoeuropeus compostos en sànscrit vèdic. L'origen d'aquesta cultura no és ben conegut, però sí que se sap que originàriament era una societat pastoral que es va convertir, posteriorment, en una societat agrícola composta de quatre varnas o classes. A més dels textos principals de l'hinduisme (els Vedes), durant aquest temps es van compondre dos poemes èpics, el Ramayana i el Mahabharata, aquest últim considerat com el poema més llarg que es coneix. El Bhagavad Gita, un text important de l'hinduisme, està contingut en el Mahabharata. El període vèdic, que va durar entre el 1500 i el 500 aC, va contribuir a la fundació de diversos aspectes culturals del subcontinent indi.
La civilització vèdica es defineix per l'ascens dels regnes i repúbliques Mahajanapades, setze monarquies hereditàries a la planícia de l'Indus-Ganges que s'estenien des de l'Afganistan fins a Bangladesh, entre les quals destaquen els regnes de Magadha, Kosala, Kuru i Gandhara. El dret al tron (no importa com s'hagués assolit) era legitimat pels sacerdots, que creaven genealogies fictícies per atorgar orígens divins al rei.
Els ritus hindús eren complicats i els feien els sacerdots. Es diu que els Upanixads, textos secundaris de l'hinduisme antic que parlen de filosofia, van ser escrits al començament d'aquest període. La llengua de la cort era el sànscrit. Hi havia uns quants dialectes al nord de l'Índia, coneguts com a pràcrits (després esdevinguts llengües populars, en oposició al sànscrit dels textos sagrats).
El 537 aC, Gautama Buddha (Buda) crea el budisme, que al començament complementaria el dharma hindú vèdic. Al mateix temps, Mahavira va fundar el jainisme. Les dues doctrines eren simples i es predicaven en pràcrit, cosa que va ajudar a la seva acceptació entre les masses. Si bé el jainisme va tenir un impacte limitat, el budisme es va estendre al Tibet, Sri Lanka i al sud-est d'Àsia.
Al voltant de l'any 500 aC, la regió de la vall de l'Indus va ser envaïda per Darios I, el rei persa, el qual va convertir l'Índia en una satrapia de l'Imperi Aquemènida. Els perses van designar Taxila com la capital, però la seva influència va ser marginal i va durar només 150 anys. Al segle quart aC, Alexandre el Gran va derrotar els aquemènides, passant per les muntanyes de l'Hindu Kush, i envaint la vall de l'Indus, però les costoses campanyes contra els Magadha i el cansament de les seves tropes va obligar Alexandre a replegar-se després d'haver arribat al riu Beas al Punjab. Va designar governadors grecs per a regir la nova província adquirida, i obrí rutes de comerç entre l'Índia i Grècia. El regne d'Alexandre el Gran era al nord de l'Hindustan i comerciava amb Egipte i amb el sud-est d'Àsia.

### L'Imperi de Magadha

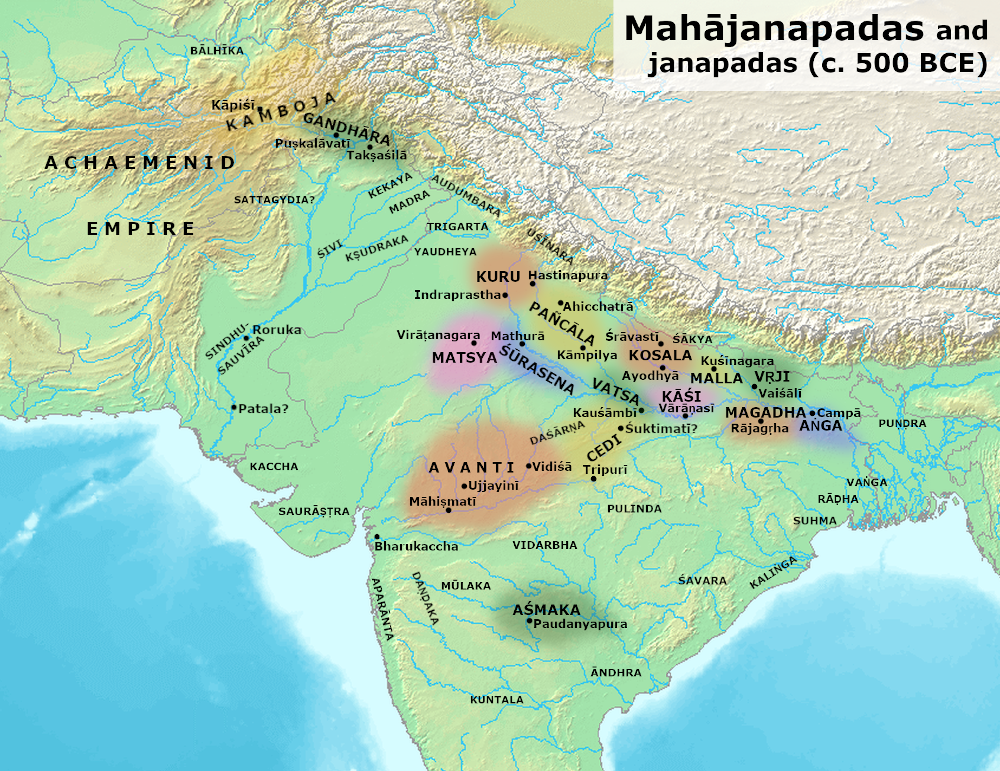
els regnes mahajanapades a la Plana Indogangètica

El període entre el 600 aC i el 300 aC va presentar l'ascens dels mahajanapades, setze regnes poderosos i repúbliques oligàrquiques en un cinturó que s'estenia des de Gandhara al nord-oest fins a Bengala a la part oriental del subcontinent indi, incloses parts de la serralada Vindhya. Textos budistes antics, com l'Anguttara Nikaya fan referència freqüent a aquests setze grans regnes i repúbliques: Anga, Assaka, Avanti, Chedi, Gandhara, Kashi, Kamboja, Kosala, Kuru, Magadha, Malla, Matsya, Pantxala, Surasena, Vajji i Vatsa. Aquest període va veure el segon augment important de l'urbanisme a l'Índia després de la civilització de la vall de l'Indus.
Entre els mahajanapades va tenir prominència el de Magadha, que al temps d'Alexandre el Gran, els reis de Maghada tenien el poder feudal sobre la major part de les Províncies Unides d'Agra i Oudh i sobre Bengala. Sota Chandragupta Maurya encara es va engrandir, formant l'Imperi Màuria, que va arribar al cim sota el seu net Aśoka, a la mort del qual va començar la decadència i es dissolgué el 185 aC amb la fundació de l'Imperi Sunga a Magadha

#### La dinastia Xixunaga

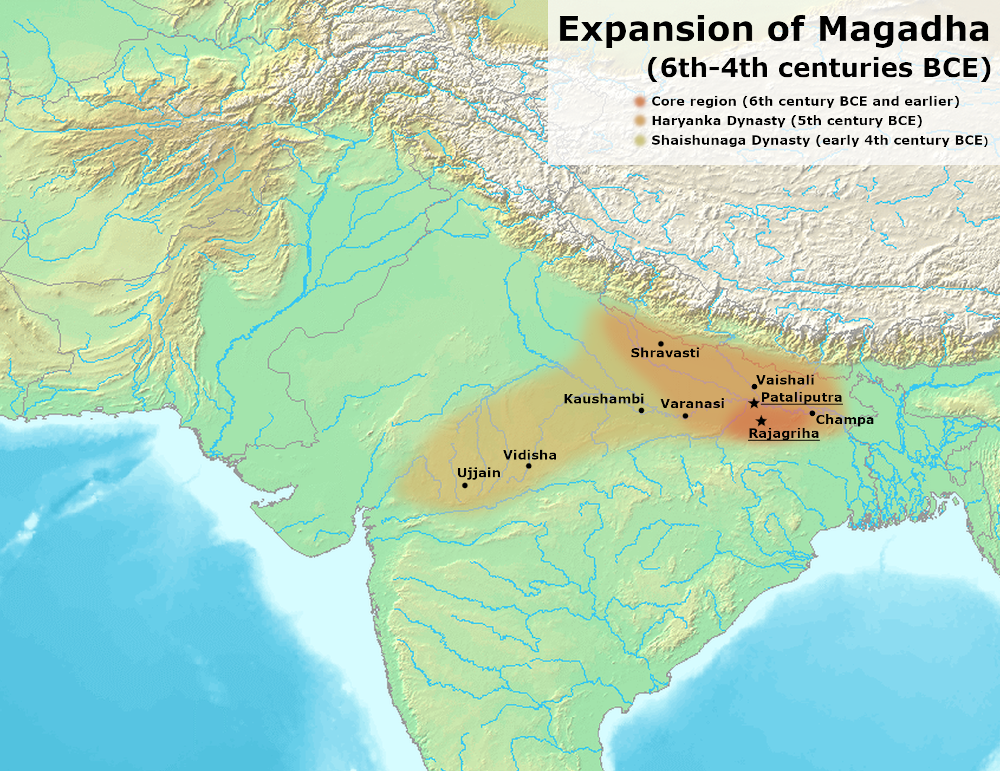
Expansió Maghada durant la dinastia Xixunaga

Xixunaga fou inicialment un amatya o "ministre" del darrer governant Haryanka de la dinastia Nāgadāsaka i va ascendir al tron després d'una rebel·lió popular el 413 aC, fundant la dinastia Xixunaga amb la seva capital a Rajgir i més tard a Pataliputra, durant el regnat de Kakavarna (totes dues en el que és ara Bihar). Les fonts budistes indiquen que van tenir una capital secundària a Vaishali, anteriorment la capital de Vajji, fins que va ser conquerida per Magadha. La dinastia Shishunaga governava un dels imperis més grans en el subcontinent indi. Segons la tradició, Kakavarna va ser suceït pels seus deu fills. Aquesta dinastia va durar fins a l'any 345 aC, quan va ser desallotjada per la dinastia Nanda. Va ser llavors quan van néixer dues de les grans religions de l'Índia, el budisme i el jainisme.

#### La dinastia Nanda

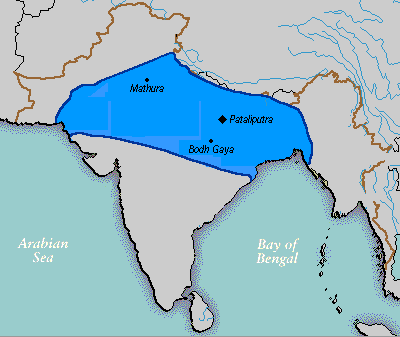
L'imperi nanda en la seva màxima extensió (sota el domini de Dhana Nanda) prop del 323 aC

La dinastia Nanda va ser establerta per un fill il·legítim del rei Mahanandin de la dinastia Xixunaga. Mahapadma Nanda va morir a l'edat de 88 anys, i va regnar la major part dels cent anys que va durar aquesta dinastia. A la dinastia nanda se la descriu de vegades com els primers constructors de l'imperi a l'Índia. Van heretar el gran regne de Magadha i desitjaven ampliar-lo vers fronteres més distants derrotant els pobles pantxales, kashis, haihayes, kalingues, asmakes, kurus, mithiles, surasenes i els vitihotres, etc. Va ampliar el seu territori fins al sud de Dècan.
Els macedonis d'Alexandre el Gran, en conèixer la dimensió de l'exèrcit Nanda es van revoltar i van iniciar el retorn, i Chandragupta Maurya, després d'enderrocar els prefectes d'Alexandre al nord-oest de l'Índia va poder enderrocar Dhana Nanda a causa de la tirania que aquest exercia sobre el seu poble.

#### La dinastia Maurya

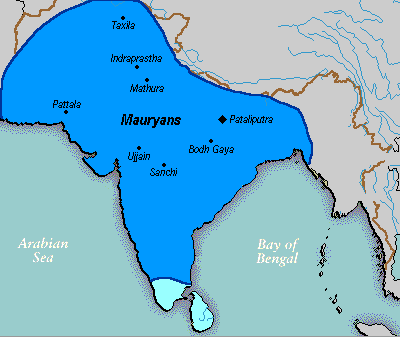
L'imperi màuria en la seva màxima extensió el 265 aC durant el regnat d'Aśoka.

El 321 aC, el general exiliat Chandragupta Maurya derrocà el rei de Dhana Nanda, i establí l'Imperi Màuria. Chandragupta va ser succeït pel seu fill Bindusara, que va fer créixer l'imperi fins a arribar a dominar la major part del subcontinent, excepte als extrems sud i est de l'Índia. Durant aquest període, per primera vegada, el subcontinent va ser governat centralitzadament.
El regne va ser heretat pel seu fill Aixoka, que també va tractar d'expandir-lo. Després d'una acarnissada guerra posterior a la invasió de Kalinga, Aixoka va renunciar a la violència i es convertí al budisme. Els edictes d'Aixoka són els documents preservats més antics de l'Índia. Sota el seu regnat, es va propagar el budisme al sud-oest d'Àsia, que canvià la història i el desenvolupament d'aquesta regió. Es reconeix Aixoka com un dels més grans regents que haja vist el món. La seva decadència va començar cinquanta anys després que el regnat d'Asoka s'acabés, i es dissolgué el 185 aC amb la fundació de la Dinastia Sunga a Magadha. El Capitell dels Lleons d'Aixoka a Sarnath ha esdevingut l'emblema del país.

#### La dinastia Sunga
La dinastia Sunga (o Shunga) va ser establerta l'any 185 aC, 50 anys després de la mort d'Aixoka, quan el rei Brihadratha, l'últim de la dinastia Màuria, va ser brutalment assassinat pel cap de les forces militars, Pusyamitra Shunga, el qual va ascendir al tron.

## Els regnes mitjans (l'era daurada)
Els regnes mitjans, particularment els associats amb la dinastia gupta, són també coneguts com a l'era daurada de l'Índia, ja que va ser una època de desenvolupament cultural incomparable. Els kushana van envair el nord-oest de l'Índia a la meitat del segle i dC des de l'Àsia central i van fundar un imperi que s'estenia des de Peshawar a la meitat del Ganges i possiblement fins a la badia de Bengala. També incloïa Bàctria (al nord de l'Afganistan i sud de Tadjikistan). El seu poder va arribar a estendre's pel Turquestan i van ajudar a propagar el budisme a la Xina. A l'Índia, diversos regnes van sorgir. El més antic és el Regne de Pandy al sud de Tamil Nadu, i en fou la capital Madurai. Els regnes indogrecs que van sorgir després de la conquesta d'Alexandre el Gran van governar Gandhara des de l'any 180 aC fins al 10 dC. Per aquesta època, el Regne de Pandyes, al sud de l'Índia, va començar a prendre forma.

### L'Imperi satavahana
Els satavahanes, també coneguts com a andhares, van ser una dinastia que va governar el sud i centre de l'Índia al començament de l'any 230 aC. Si bé no se sap amb exactitud quant va durar aquesta dinastia, les estimacions més liberals indiquen que va poder haver estat uns 450 anys. Abans de la seva desaparició, no obstant això, el regnat s'havia desintegrat en diferents estats, la qual cosa, unida a les ambicions dels regents feudals, va ocasionar-ne el declivi.

### Imperi kuixan
L'Imperi kuixan, que va regnar durant el període del 1r al 3r segle dC, es va estendre des de Tadjikistan fins a la mar Càspia i de l'Afganistan fins a la vall del riu Ganges. L'imperi va ser creat pels tocaris en el que és avui Turkestan Est a la Xina, però era culturalment dominat per l'Índia del Nord. Tenia contactes diplomàtics amb Roma, Pèrsia i la Xina, i durant diversos segles va ser al centre del comerç entre l'est i l'oest, i va expandir el budisme per la Xina.

### Imperi gupta
Al segle iv i V l'Imperi gupta va unificar l'Índia.
Durant aquest període, denominat l'era d'or de l'Índia, la cultura, ciència i administració política índia va aconseguir el seu apogeu. Després de la seva caiguda en el segle vi, l'Índia es va dividir novament en nombrosos regnes regionals.
L'origen d'aquesta dinastia no és ben conegut, tot i que el viatjant xinès I'tsing parla d'aquest imperi, així com els Purana vèdics també hi fan referència. L'imperi va arribar a la fi després de l'atac dels huns del centre d'Àsia. Uns descendents menors del clan Gupta van seguir governant Magadha després de la desintegració de l'imperi. Aquests guptes van ser finalment derrotats pel rei Vardhana Harsha, que va establir a mitjan segle vii un imperi que rivalitzà amb el dels guptes, si bé va ser de curta durada.

## Últims regnes mitjans - l'era clàssica

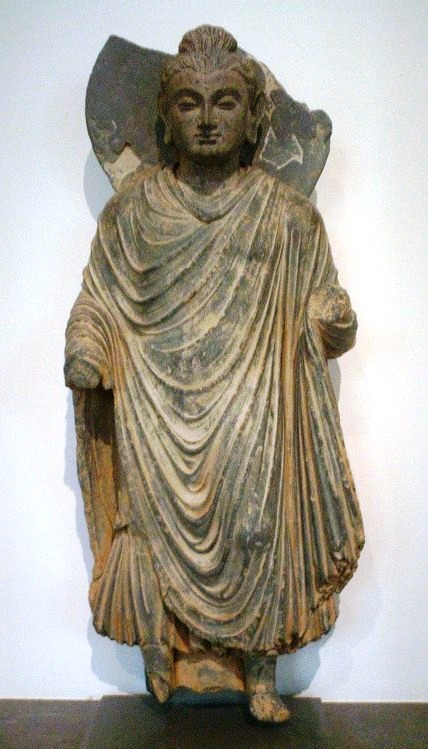
Buddha,, Utar Pradesh, Mathura, període gupta (segles IV - V)

A l'època final dels regnes mitjans, va sorgir el Regne de Chola a la zona nord de Tamil Nadu i el Regne de Txera a Kerala. Els ports del sud de l'Índia comerciaven activament amb l'Imperi Romà i amb el sud-est d'Àsia, principalment amb espècies. Al nord, el primer dels Rajputs va consolidar una sèrie de regnats i van arribar-ne a sobreviure prop d'un mil·lenni fins a la independència de l'Índia de la dominació britànica.

### El regne Chola
Els primers Chola van governar abans del segle iii, però després hi ha un espai d'uns sis-cents anys sense notícies (vers 200-800), en què se suposa que els kalabhres van dominar el país (vers 300-600) i foren desplaçats pels pal·laves i els pandyes.

### L'Imperi Harsha
El rei Harsha de Kannauj va assolir reunificar el nord de l'Índia durant el seu regnat en el segle VII. El seu regne va col·lapsar-se després de la seva mort. Des del ix al segle xvii, tres dinasties van lluitar pel control del nord de l'Índia; els gujars de Malwa i després Kannauj; els pala de Bengala i els raixtrakuta de Deccan.

### Els Chalukya i pal·lava
L'Imperi Chalukya regentà part del sud de l'Índia des del 550 fins al 750 i novament del 970 al 1190. Els pal·lava regentaven altres parts d'aquest territori durant períodes similars. Durant un període proper a un segle, ambdós regnes van tenir diverses guerres menors, en les quals es van conquerir mútuament les capitals respectives en diverses ocasions. Els reis de Sri Lanka i de Txeras de Kerala van donar suport als pal·lava, mentre que els pandya van protegir els Chalukya. Si bé la idea d'un imperi indi originada al nord de l'Índia havia estat descartada al final de l'Imperi harsha, aquest concepte es va traslladar al sud. Aquestes dues dinasties són ben conegudes pels temples fets sobre roques.

### Els pratihara, pala i raixtrakuta
Els pratihara, també anomenats gurjars, va ser una dinastia índia que va governar diversos regnes del nord de l'Índia des del segle VI al xi. L'Imperi pala va controlar Bengala i Bihar des del segle viii fins al segle xii. Els raixtrakuta fou una dinastia que va regnar el Deccan des del segle VIII fins al segle x, després de la caiguda de l'Imperi Chalukya. Aquests tres regnes es van disputar el domini del nord de l'Índia en el temps en què els Chola prosperaven al sud.

### Els rajputs
Els primers regnes Rajput coneguts van sorgir a Rajasthan al segle vi i aquesta dinastia va regnar la major part del nord de l'Índia, incloent-hi Gujarat (solankis), Malwa (paramara), Bandelkhand (txandela) i Haryana. La dinastia pal·lava de Kanchipuran va governar el sud-est de l'Índia entre els segles IV i IX. Els pratihar havien regnat a l'Índia abans que els rajputs. Diverses altres dinasties, tals com els Yadav, Txera, Hoysala, Sena i Pala, van controlar diversos regnes durant aquesta era.

## L'imperi Chola
A mitjans del segle IX hi va haver una gran lluita entre els pal·laves que havien governat la major part del sud de l'Índia durant tres segles i els pandyes per la supremacia política del sud de l'Índia, i el Chola Vijayalaya va l'oportunitat d'aixecar-se i establir el regne Chola a Thanjavur com a vassall del pal·lava Nandivarman III.
El rei Pandya Varaguna II va intentar forçar el rei pal·lava Aparajita a sotmetre's i Aditya I, el fill de Vijayalaya, aleshores vassall dels pal·laves van venir en la seva ajuda, com el rei de Ganga Occidental Prithvipati I. Els Pandya van ser derrotats a la batalla de Thirupurambiyam el 879 i els pal·laves, tot i que victoriosos, es van veure obligats a fer grans concessions als Chola. Aditya I no es va conformar amb la seva posició subordinada i planejava enderrocar els pal·laves. Va envair Tondaimandalam el 897 i en una batalla que va seguir, es va llançar sobre Aparajita quan estava muntat en un elefant i el va matar. Tot el regne pal·lava es va convertir ara en territori Chola. El rei del Ganga occidental Prithvipati II va reconèixer la sobirania d'Aditya I. A continuació, Aditya va conquerir el Kongu Nadu del rei pandya Parantaka Viranarayana i es va casar amb una filla de Krishna II, l'emperador Raixtrakuta.

Territoris de Rajendra I Chola vers 1030

Rajaraja I i Rajendra I Choladeva ampliarien la dinastia al seu estat imperial al segle XI, creant un imperi influent al golf de Bengala. El Temple Brihadeeswarar també es va construir en aquesta època. Al segle xi, van conquerir el veí Regne dels pandyes i van assolar el territori fins al cap Comorin, esdevenint el poder hegemònic del sud. Els Chola van regnar a Telengana.
També van conquerir el país de Kongu (conegut com a Chola oriental). Es creu que el nom de Coromandel que es dona a la costa oriental de l'Índia derivaria de Cholamandalam (Regne dels Chola). El seu rei més important fou Kulottunga I (1064-1113).
Els contratemps patits durant els darrers anys de Kulottunga I van deixar un imperi afeblit. Els successors de Kulothunga, Vikrama Chola i Kulottunga II Chola eren líders capaços i compassius que tenien cura de no implicar els seus súbdits en guerres innecessàries i invencibles. Rajaraja II, Rajadhiraja II i Kulottunga II Chola van tenir papers actius en la política del ressorgiment emergent dels Pandyas. Mentrestant, la successió de Chola s'estava fent cada cop més tèrbola amb disputes i intrigues durant els períodes de Rajadhiraja II i Kulottunga III.

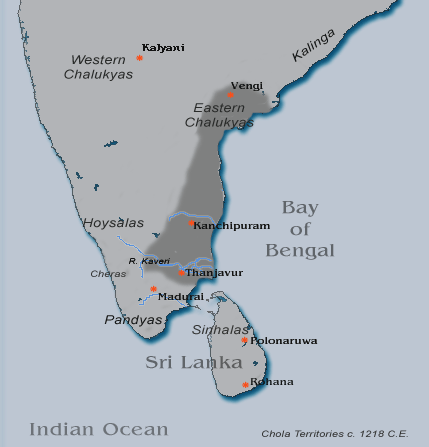
Territori dels Chola durant el govern de Kulottunga III, cap al 1219

Després del 1279, va començar una ràpida decadència a causa dels atacs dels pandyes de Madurai, els hoysales de Dorasamudra i el kakatiyes de Warangal; la dinastia fou finalment enderrocada per la invasió musulmana de Malik Kafur el 1310 i es va dividir en diverses branques d'importància només local, que van esdevenir vassalles de Vijayanagar durant el segle xiv.

## Els soldanats islàmics
Les primeres incursions de l'islam al sud d'Àsia apareixen el primer segle després de la mort del profeta Mahoma. El califa omeia de Damasc, Al-Walid I, va enviar una expedició a Balutxistan i Sind l'any 711, liderada per Muhammad bin Qasim (el nom del qual va ser donat al segon port de Karachi). L'expedició va arribar fins al nord a Multan, però no va aconseguir retenir la regència de l'esmentada regió, ni establir el règim islàmic a altres parts de l'Índia.
Tanmateix, la presència d'una colònia musulmana a Sind va permetre el desenvolupament del comerç i l'intercanvi cultural, i també la propagació de la religió islàmica per conversions en algunes parts de l'Índia.
Tres segles després, els turcs, perses i afganesos van intentar conquerir l'Índia a través de les rutes del nord-oest. Mahmud de Ghazna (979-1030) va encapçalar una sèrie d'expedicions contra els regnes de Rajput i va establir una base al Panjab per a futures incursions.

### El soldanat de Delhi
Durant els últims 25 anys del segle xii, Muhammad de Ghor va envair la plana de l'Indo-Ganges i conquerí Ghazni, Multan, Sindh, Lahore i Delhi.
Un dels seus generals, Qutb-ad-Din Àybak, es va proclamar soldà de Delhi.
Al segle xiii, Xams-ad-Din Iltutmix (1211-1236), anteriorment un traficant d'esclaus, va establir el regne turc de Delhi, la qual cosa va permetre a altres sultans en els 100 anys següents estendre's, i arribaren a l'est a Bengala i al sud fins a Dècan.
Aquest soldanat va estar subjecte a contínues commocions, fins al punt que cinc dinasties en van sorgir i van sucumbir: la dinastia esclava de Delhi (1206-1290), la dinastia Khalji (1290-1320), la dinastia tughlúquida (1320-1413), la dinastia dels Sayyids (1414-51) i la dinastia Lodi (1451-1526).
La dinastia Khalji sota Muhàmmad Xah I Khalji (1296-1315) va aconseguir regentar el sud de l'Índia per un temps, però les lluites internes van desmembrar les àrees conquerides ràpidament. El poder a Delhi freqüentment s'aconseguia amb la violència: 16 dels 35 soldans regents en aquella època van ser assassinats, i legitimats amb lleialtats tribals. Les lluites internes i les intrigues a la cort eren tan freqüents com traïdores; els territoris que controlava el soldà s'expandien i es reduïen depenent de la seva personalitat i fortuna.
Tant l'Alcorà com la xaria (llei islàmica) van tractar de substituir la religió hindú, però sense massa èxit. El soldà Muhammad Xah I Khalji va tractar d'instal·lar un sistema centralitzat de govern, la qual cosa no reeixí.
Si bé els musulmans van introduir millores en l'agricultura, mitjançant la construcció de canals i altres mètodes d'irrigació, la inestabilitat política i els mètodes de cobrament d'impostos van influir negativament sobre la classe camperola. Tanmateix, les elevades despeses de les classes aristocràtiques van afavorir el comerç en aquesta àrea, en què es van veure afavorits els artesans que treballaven el metall, la pedra i els del ram del tèxtil.
Durant aquest període, la llengua persa i molts aspectes culturals de Pèrsia es van fer presents en els centres de poder de l'Índia.

### Els soldanats del sud
El fracàs dels sultans per assegurar-se el domini de Dècan i del sud de l'Índia va comportar l'aparició d'una sèrie de dinasties tals com la Bahmànida (1347- 1527) i l'Imperi hindú de Vijayanagara (1336-1565). Zafar Khan, un governador provincial sota els tughluqs, es va rebel·lar contra els turcs i es va proclamar soldà, prenent el títol d'Ala-ud-Din Bahman Shah el 1347.
El soldanat de Bahmani, situat al nord de Dècan, va durar prop de dos segles, fins que va ser fragmentat el 1527 en cinc estats menors coneguts com els soldanats de Dècan (Bijapur, Golkonda, Ahmednagar, Berar i Bidar).
El soldanat de Bahmani va adoptar els mètodes de cobrament d'impostos i d'administració establerts pels sultans de Delhi i la seva caiguda va ser originada per la competència i odi entre els immigrants musulmans i hindús conversos, amb estrangers i oficials en serveis temporals.
El soldanat de Bahmani va iniciar un procés cultural important, particularment en l'arquitectura i la pintura.

## L'Imperi vijayanagar

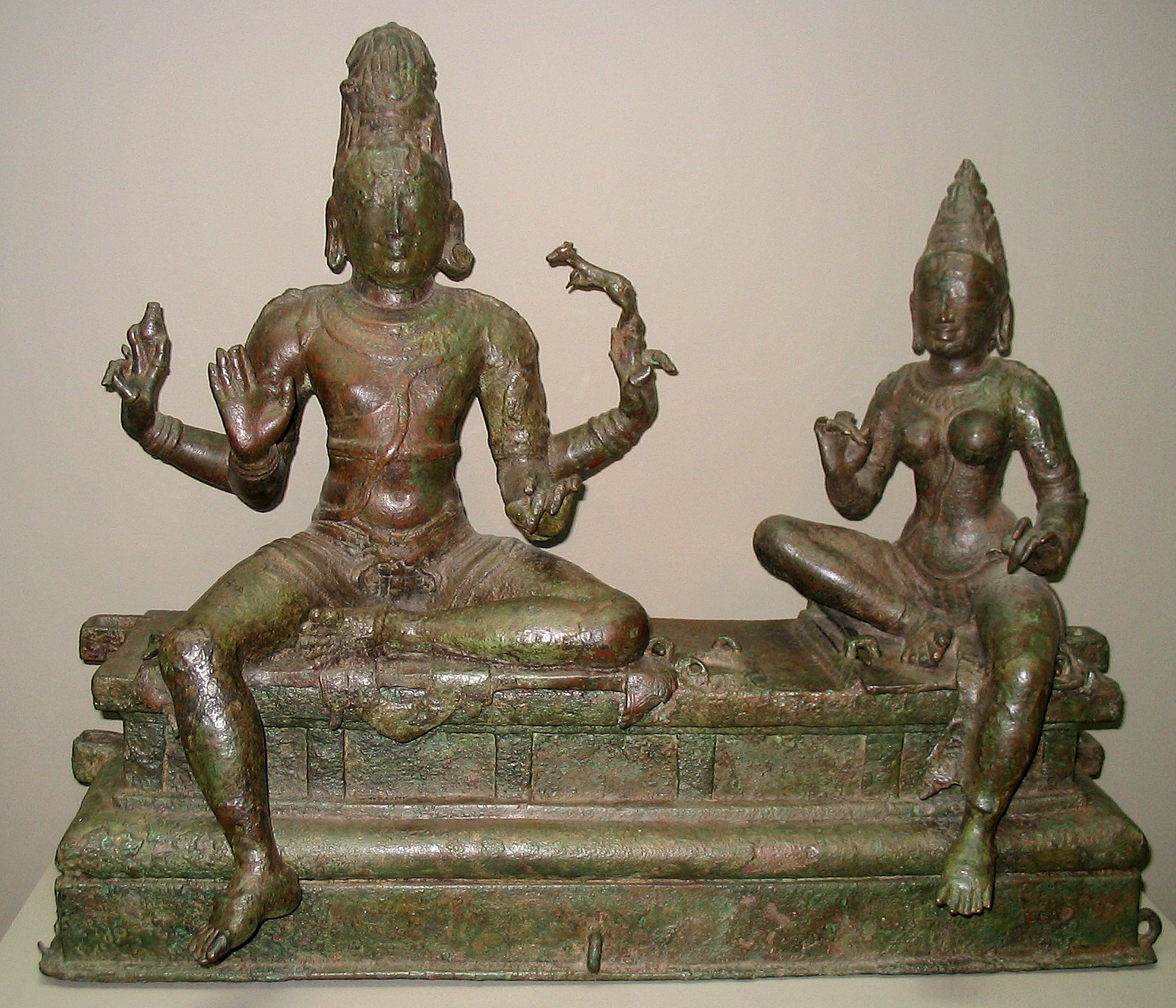
Estàtua de Xiva i la seva esposa Uma. Pres del nord de l'Índia, actualment en la Smithsonian Institution (a Washington DC)

L'Imperi vijayanagar (conegut així pel nom de la seva capital, les ruïnes de la qual es poden trobar avui a la vila d'Hampi, a Karnataka) es va expandir ràpidament cap a Madurai al sud i Goa a l'oest. Els seus governants van seguir les pràctiques dels Chola, especialment en l'agricultura i comerç; van promoure les associacions comercials i van honorar els temples amb importants ofrenes.
Hi havia, d'altra banda, una forta rivalitat amb el soldanat de Bahmani pel control sobre la vall dels rius Krishna-Tungabhadra, la qual canviava de domini en funció del poder militar del moment.
Les associacions de mercaders van assolir sota aquest imperi un gran apogeu, fins al punt que van aconseguir major poder que els terratinents i els bramans en la cort. El comerç va passar eventualment a mans d'estrangers, en què àrabs i portuguesos competien per controlar els ports occidentals.
El 1510, Goa va passar a ser colònia portuguesa.
La ciutat de Vijayanagar contenia nombrosos temples amb rics ornaments i diversos altars per als déus. Entre els més coneguts, hi ha el temple dedicat a Virupaksha, una de les manifestacions de Xiva, el principal déu dels regents de Vijayanagar. Els temples van ser un nucli de diverses activitats culturals i intel·lectuals, si bé aquestes activitats estaven basades més en les tradicions locals que en la realitat política del moment.
No hi havia, tanmateix, intercanvi cultural amb els musulmans, perquè aquests eren considerats com a impurs i, per tant, exclosos d'entrar als temples.
Quan els regents dels cinc soldanats de Dècan es van unir i van atacar Vijayanagar el 1565, l'imperi es va ensorrar a la batalla de Talikot.

## L'era mogola
A començaments del segle xvi, els descendents de Genguis Kan van envair el país a través del pas de Khyber i van establir la dinastia mogola, que va perdurar 200 anys.
Aquest imperi va regnar al nord del subcontinent indi des del 1526 i va començar a declinar lentament després del 1707 i, finalment, va desaparèixer després de la Guerra d'Independència del 1857. Aquest període va tenir importants repercussions socials en ser una majoria índia governada per emperadors mogols, alguns dels quals van patrocinar la cultura índia, mentre que altres van destruir temples i van establir impostos als habitants no musulmans.
Durant la fase de decadència de l'Imperi mogol, que en el seu apogeu va arribar a tenir les dimensions de l'antic Imperi màuria, van sorgir diversos regnes per omplir el buit que va deixar la desaparició de l'esmentat imperi.

## Era postmogola

### Imperi maratha

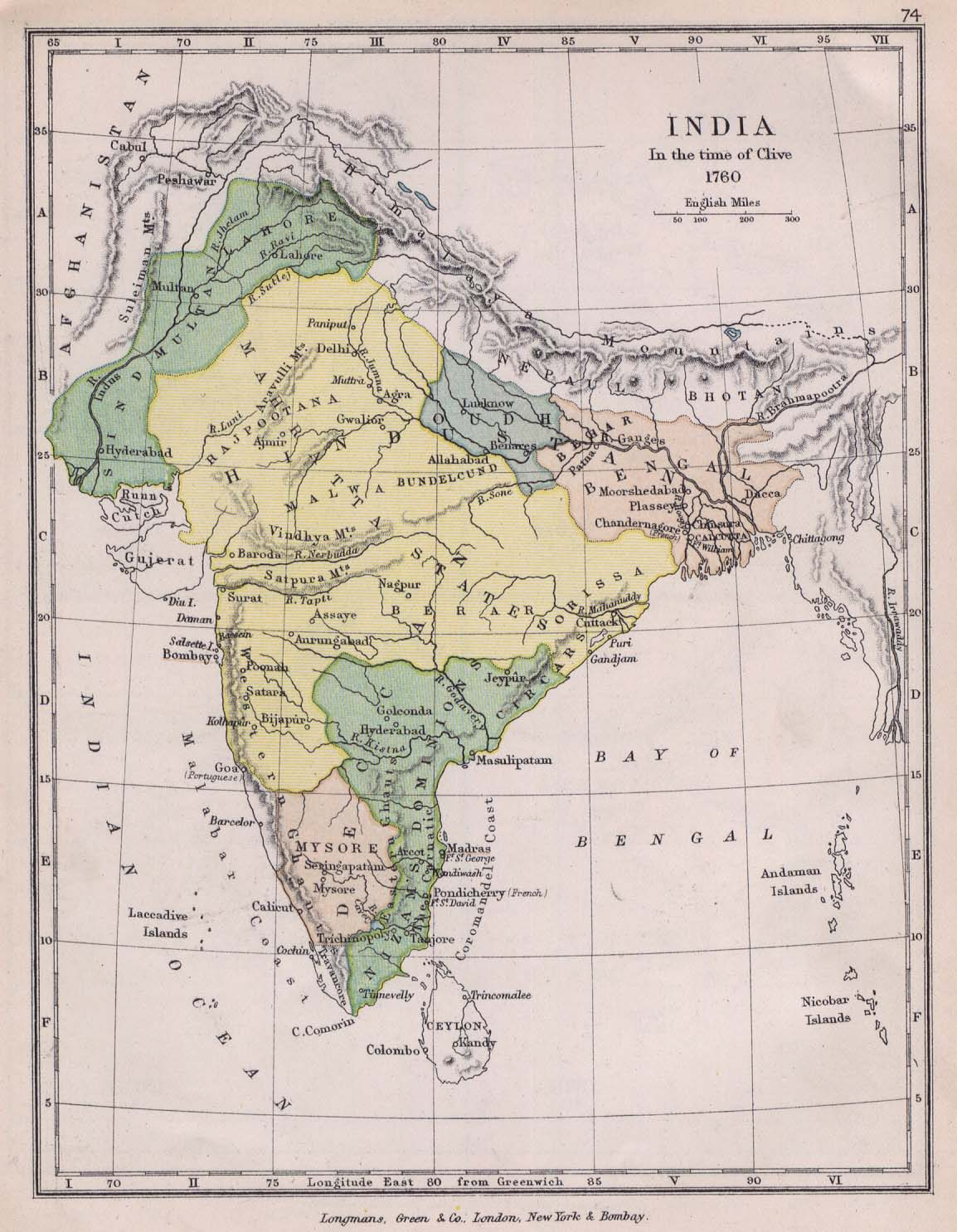
Extensió de la Confederació maratha el 1760

Els caps tribals de l'Imperi maratha estaven al servei dels sultans de Bijapur a l'oest de Dècan en l'època en què estaven assetjats pels mogols. Shivaji Bhonsle (1627-1680), un ferotge combatent reconegut com a «pare de la nació maratha», va aprofitar aquest conflicte i va establir el seu principat a prop de Pune, que posteriorment es convertiria en la capital de Maratha. Adoptant tàctiques guerrilleres, atacava les caravanes per incrementar el seu poder en diners, armes i cavalls. Shivaji va atacar amb èxit enclavaments mogols, inclòs el port de Surat. El 1674, va assumir el títol de «senyor de l'Univers», en una pomposa coronació, la qual va assenyalar la seva determinació de reptar el poder mogol, així com restablir el Regne hindú a Maharashtra, d'on era originari.
Aurangzeb va lluitar tenaçment contra els successors de Shivaji entre 1681 i 1705, però finalment va retrocedir al nord de l'Índia quan les seves finances van començar a veure's afectades per aquesta lluita i els milers de morts ocasionats per la guerra i altres calamitats.
El 1717, un emissari mogol va signar un tractat amb els Maratha, que els atorgava el domini sobre Dècan a canvi del reconeixement del Regne mogol i la remissió de certs impostos anuals. Tanmateix, ben aviat l'Imperi maratha va arrabassar Malwa, Orissa i Bangala als mogols. El sud de l'Índia també va caure sota el poder de l'Imperi maratha.
El reconeixement del seu poder polític finalment va ocórrer quan l'emperador mogol els va convidar perquè actuessin com a auxiliars dels afers interns de l'imperi; de la mateixa manera, va sol·licitar la seva ajuda per treure els afganesos de Panjab.
Els maratha, malgrat el seu poder militar, no semblaven demostrar una bona administració de la nació, ni tan sols per introduir els canvis socioeconòmics necessaris. Una de les seves característiques va ser la conquesta de nous territoris, la qual cosa, a vegades, els va enfrontar als camperols dels territoris conquerits. Els maratha van mantenir diverses guerres amb les forces colonials britàniques (vegeu Primera Guerra anglomaratha).
Gradualment, va començar a debilitar-se el seu poder i van ser derrotats pels afganesos en la sagnant batalla de Panipat, el 1761. Això va donar origen a una divisió del regne en cinc estats independents.
L'últim peshwa, Bajirao II, va ser derrotat per les tropes britàniques en la Tercera guerra anglomaratha, però la memòria de Shivaji va deixar les ferides obertes i, a finals del segle xix, una onada de revolucions sociopolítiques va provocar la transformació completa de l'estat i l'Índia.

### Els sikhs
La derrota dels maratha a mans dels afganesos va accelerar la separació de Panjab de Delhi i va ajudar a la creació del Regne sikh al nord-oest de l'Índia.
El moviment sikh es va originar en el segle ii, però no va tenir major rellevància fins als segles xv i xvi, quan els ensenyaments dels gurus sikhs van atraure els camperols de les regions del nord.
En ser perseguits pels mogols, els sikhs, sota el comandament del guru Gobin Singh, van formar el que es va denominar el khalsa o exèrcit dels purs. El khalsa es va rebel·lar contra la repressió econòmica i política del mogol a Panyab al final del regnat d'Aurangzeb. Amb tàctiques de guerrilles, van aprofitar la inestabilitat política creada per les guerres dels mogols amb els afganesos i perses per a enriquir-se i expandir el seu control territorial.
El 1770, l'hegemonia sikh s'estenia des del riu Indus (a l'oest) fins al riu Iamuna (a l'est) i des de Multan al sud fins a Jammu al nord. Però els sikhs, com els majaratha, eren un conglomerat desunit de dotze regnes que estaven sempre en contínues lluites internes. Va ser Ranjit Singh (1780-1839) qui va promoure la unitat dels sijs i la convivència amb els hindús i musulmans. Ranjit Singh va ocupar oficials europeus i va introduir una estricta disciplina militar que li va permetre expandir el seu territori a parts de l'Afganistan, Caixmir i Ladakh.

## Època europea
La recerca de la riquesa i el poder va atreure els europeus a les costes de l'Índia. El 1498, Vasco da Gama, navegant portuguès, va arribar a Calicut (actualment Kozhikode, Kerala) a la costa occidental. En la recerca d'espècies i conversos al cristianisme, els portuguesos van reptar la supremacia àrab al mar de l'Aràbia i al golf Pèrsic. El 1510, els portuguesos es van apoderar de Goa, ciutat que es va convertir en el centre del seu poder comercial i polític a l'Índia Portuguesa i que van controlar prop de quatre segles i mig.
La competència entre les nacions europees va ocasionar la fundació de companyies de comerç a Anglaterra (l'East India Company, fundada el 1600) i als Països Baixos (Verenigde Oos-Indische Compagnie, Companyia Unida de l'Est de l'Índia, fundada el 1602). Aquestes companyies tenien com a missió capturar el comerç de les espècies, trencant el monopoli portuguès a Àsia.
Si bé els holandesos, amb major capital i suport del seu govern, es van avançar i eventualment van excloure els anglesos del comerç d'espècies a l'Índia oriental, principalment en el que és avui Indonèsia, ambdues companyies van establir la seva presència al llarg de la costa de l'Índia. Ja el 1609, els holandesos van usar diversos ports a la costa Coromandel al sud de l'Índia, especialment Pulicat, a 20 km al nord de Madràs, on van comerciar amb esclaus per a les seves plantacions a Indonèsia i amb cotó per a les seves fàbriques de teles.
Els anglesos van arribar més tard i va ser al 1639 quan es van establir a Madràs. Els regents indis de l'època van veure amb beneplàcit l'arribada dels holandesos i anglesos amb l'esperança d'enfrontar-los als portuguesos. El 1619, Jahangir els va donar permís per comerciar al seu territori de Surat (a Guyarat) a la costa occidental i Hughli (a Bengala) a la costa oriental. Aquests i altres llocs a la península es van convertir en centres de comerç d'espècies, cotó, sucre, pebre i anyil.
Els agents de les companyies angleses es van familiaritzar amb els costums i llengües índies, incloent-hi el persa, que era l'idioma oficial sota el regne mogol. En diverses formes, els agents anglesos en aquella època vivien com els indis, barrejant-se en matrimoni i molts d'ells no van tornar mai al seu país d'origen. El coneixement que van adquirir els anglesos sobre l'Índia i els acords a què van arribar amb els comerciants indis, els va donar un avantatge competitiu sobre altres europeus.
Els francesos, per la seva part, van fer incursions a l'Índia el 1664, on van fundar la Compagnie des Indes Orientales, i van establir enclavament a Pondicherry a la costa Coromandel.
El 1717, l'emperador mogol Farrukh-siyar va donar als britànics permís per establir-se a trenta-vuit pobles a prop de Calcuta, reconeixent la importància de mantenir continuïtat en el comerç de la regió de Bengala. Com els holandesos i francesos, els anglesos pagaven amb plata i coure, la qual cosa afavoria les arques del mogol i incrementava l'ocupació dels artesans i comerciants locals.
Els poblats fortificats dels anglesos els van donar poders extraterritorials, la qual cosa els permetia administrar les seves lleis criminals i civils i oferir nombroses oportunitats d'ocupació, així com asil, a estrangers i a indis. Les fàbriques britàniques competien favorablement amb els seus rivals en mida, i la població sota la influència anglesa va començar a augmentar. Les poblacions originalment pesqueres de Madràs i Calcuta, i també Bombai, van caure sota l'administració britànica. Les seves factories i els llocs adjacents coneguts com a pobles blancs, representaven la preeminència dels britànics en termes de poder polític, social i cultural. Els indis que treballaven per als anglesos vivien als pobles denominats negres, a diversos quilòmetres de les factories.
La companyia britànica va començar a utilitzar sipais, els quals eren soldats indis entrenats per europeus, però dirigits per indis, per tal de protegir el seu comerç i per a resoldre disputes de poder entre els caps locals.
La confrontació entre els francesos i els britànics va sorgir per primera vegada al sud de l'Índia, on es van enfrontar tropes dirigides per Francois Dupleix i Robert Clive. Ambdós bàndols volien col·locar el seu candidat com a «nawab» o regidor d'Arcot, a la zona al voltant de Madràs. En la lluita que es va estendre entre 1744 i 1763, els britànics van obtenir els majors avantatges després d'un tractat de pau signat a París, i finalment van col·locar el seu regent.
Els francesos i anglesos també van recolzar diferents faccions en la seva lluita per la successió en el virregnat mogol de Bengala; fou Clive qui va guanyar aquesta lluita quan va intervenir reeixidament en l'enderrocament de Nawab Siraj-ud-daula a la batalla de Palashi (a uns 150 km al nord de Calcuta), el 1757.
Clive va aprofitar astutament una sèrie d'interessos locals en contra del nawab local, incloent-hi soldats descontents i terratinents i comerciants que estaven traient profit de la seva relació amb els britànics. Posteriorment, Clive va vèncer les forces mogoles a Buxar, a l'oest de Patna, Bihar, el 1765, i l'emperador Sha Alam va conferir als anglesos els drets administratius sobre la regió de Bengala, Bihar i Orissa, una zona amb 25 milions d'habitants. Aquesta concessió va establir, de fet, la companyia britànica com el poder sobirà sobre la regió. Clive va ser el primer governador de Bengala.

### Conseqüències del colonialisme anglès a Índia
L'Índia va ser un punt estratègic per a la Gran Bretanya en la seva penetració a Àsia.
El domini anglès sobre aquest territori i el control de l'economia de l'Índia es van poder consolidar gràcies a la construcció de diversos quilòmetres de vies fèrries.

## El Raj britànic
La colonització decisiva dels britànics a l'Índia comença durant la Guerra dels Set Anys quan derroten en la batalla de Plassey del 1757 el Nabab de Bengala Siraj ud-Daulah i els seus aliats de la Companyia Francesa de les Índies Orientals, la qual cosa els va permetre ocupar la regió de Bengala. Al sud, tot i que els francesos van capturar Cuddalore, el seu setge de Madràs va fracassar, mentre que el comandant britànic Eyre Coote va derrotar decisivament el comte de Lally a la batalla de Wandiwash el 1760 i va envair el territori francès dels Circars del Nord. La capital francesa a l'Índia, Pondicherry, va caure en mans dels britànics el 1761, i amb la caiguda dels assentaments francesos menors de Karikal i Mahé va suposar eliminar el poder francès a l'Índia. Aquesta àrea es va constituir en un protectorat sota l'administració de la Companyia Governant a l'Índia. Des d'aquest estat, els britànics van expandir la seva influència cap a altres regions de l'Índia, al punt que el 1850 tenien sota el seu domini la major part del subcontinent indi.

### Rebel·lió índia de 1857

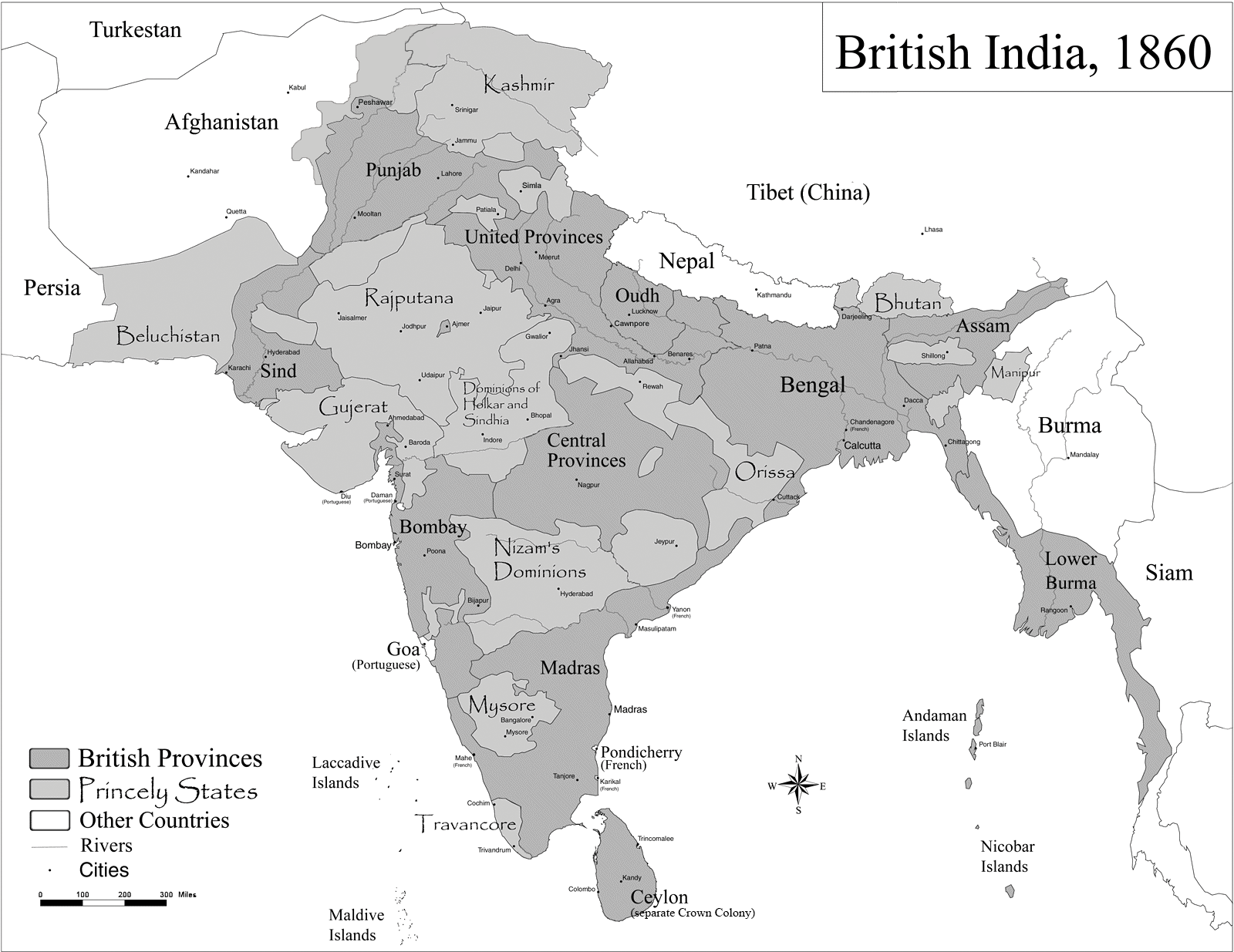
El Raj britànic el 1860

El 1857, la Rebel·lió dels sipais -soldats indis al servei dels britànics- al nord i centre de l'Índia i la seva posterior derrota, va suposar la fi del domini de la Companyia Britànica de les Índies Orientals a l'Índia. A l'agost, per la Llei de govern de l'Índia de 1858 presentada per Henry John Temple, llavors Primer ministre del Regne Unit, la companyia es va dissoldre formalment i els seus poders de govern sobre l'Índia van ser transferits a la Corona Britànica. Es va crear un nou departament del govern britànic per gestionar la governança de l'Índia, l'India Office, i el seu cap, el secretari d'Estat per a l'Índia, es va encarregar de formular la política índia. El Governador General de l'Índia va obtenir un nou títol, Virrei de l'Índia, i va implementar les polítiques ideades per l'India Office. Alguns territoris de l'antiga Companyia de les Índies Orientals, com els Colònies de l'Estret, es van convertir en colònies per dret propi. L'administració colonial britànica es va embarcar en un programa de reformes, intentant integrar les castes superiors i els governants indis al govern i abolint els intents d'occidentalització. El virrei va aturar l'acaparament de terres, va decretar la tolerància religiosa i va admetre indis a la funció pública, encara que principalment com a subordinats.

### El moviment independentista
A finals del segle xix, l'Índia, que aleshores era una colònia britànica, va fer els primers passos cap a la independència amb la designació de consellers nadius al virrei de l'Índia i la creació dels consells provincials, els membres dels quals eren indis.
Després que Lord Curzon anunciés la partició de Bengala el 1905, separant les zones orientals majoritàriament musulmanes de les zones occidentals majoritàriament hindús hi va haver una oposició massiva del poble de Bengala. Inicialment, el pla de partició es va oposar mitjançant campanya de premsa i el boicot a les mercaderies britàniques i el poble de l'Índia es va comprometre a utilitzar només swadeshi o béns indis i a portar només roba índia. Per apaivagar el sentiment bengalí, Bengala va ser reunida pel rei Jordi V del Regne Unit el 1911 i la capital fou treslladada de Calcuta a Delhi, en resposta als disturbis del moviment Swadeshi.
El 1920, el líder indi Gandhi (també conegut com a Mahatma [o 'ànima gran']) va transformar el partit del Congrés Nacional Indi en un moviment de masses en protesta contra la dominació britànica. El moviment va aconseguir el seu objectiu amb accions parlamentàries, resistència no violenta i desobediència civil.
El 1938, Subhas Chandra Bose s'havia convertit en un líder de talla nacional i va acceptar la nominació com a president del Congrés i predicava el Swaraj (autogovern) i l'ús de la força contra els britànics significant l'enfrontament amb Mohandas Gandhi, que es va oposar a la presidència de Bose, dividint el partit del Congrés Nacional Indi. Bose va intentar mantenir la unitat, però Gandhi va aconsellar a Bose que formés el seu propi gabinet. La fractura també va dividir Bose i Nehru, però va ser escollit novament president per sobre del candidat preferit de Gandhi, Pattabhi Sitaramayya, tanmateix, les maniobres de la camarilla liderada per Gandhi al Comitè de Treball del Congrés, van fer que Bose renunciés a la presidència del Congrés, i va formar la facció All India Forward Bloc del Congrés.
El 14 de juliol del 1942, el Partit del Congrés Nacional Indi redacta l'esborrany de resolució Quit India (Sortiu de l'Índia) que exigia la independència total i absoluta de l'Índia als britànics proposant que si els anglesos no acceptaven la independència, una companya de desobediència civil es posaria en marxa. Els britànics reaccionen l'endemà empresonant a Gandhi, que només alliberaran l'any 1944, i a Nehru, així com altres responsables del Partit del Congrés com Abdul Kalam Azad i Sardar Patel, que de fet va acabar per ser il·legalitzat. Amb aquesta repressió, lluny d'apaivagar les revoltes, va donar més engranatge a les protestes i les manifestacions a gran escala varen apoderar-se del país. Els britànics varen respondre de seguida amb detencions en massa. El moviment Quit India (Surt de l'Índia) de 1942 no va rebre el suport del Congrés; en canvi li van donar el Hindu Mahasabha, Azad Hind Sarkar i All India Forward Bloc entre d'altres. Després de la guerra el partit va romandre lligat a Gandhi que fou el seu guia espiritual. Durant els judicis de 1946 el Congrés va donar suport als defensors dels acusats, especialment els soldats de l'Azad Hind.

## Després de la Segona Guerra mundial
A principis de 1946 es van convocar noves eleccions a l'Índia en les quals el Congrés va obtenir victòries electorals en vuit de les onze províncies, tanmateix, les negociacions entre el Congrés i la Lliga Musulmana van ensopegar amb la partició. Mohammed Ali Jinnah va proclamar el 16 d'agost de 1946 com el Dia d'Acció Directa demanant un estat musulmà separat del Pakistan. L'endemà, els disturbis hindús-musulmans van esclatar a Calcuta i es van estendre ràpidament per l'Índia. Més tard aquell any, el govern laborista a Gran Bretanya, financerament esgotat per la recentment conclosa Segona Guerra Mundial, va decidir posar fi al domini britànic de l'Índia i, a principis de 1947, Gran Bretanya va anunciar la seva intenció de transferir el poder a tot tardar el juny de 1948. Tot i que el govern de l'Índia i el Congrés es van veure sacsejats pel curs dels esdeveniments, i després d'ofertes fracassades per formar coalicions, un Nehru reticentment donava suport a la partició de l'Índia, segons un pla llançat pels britànics 3 de juny de 1947. La partició va ser promulgada en l'Acta d'independència índia de 1947.
Després de la independència i la partició de l'Índia en la República de l'Índia i Pakistan, durant sis setmanes, l'agost i setembre del 1947, els hindús, sikhs i musulmans van lluitar entre ells deixant més de 200.000 morts, i entre el 21 d'octubre de 1947 i el 31 de desembre de 1948 l'Índia i el Pakistan van estar en guerra arran de la partició de l'Índia, sobre la disputa territorial pel control del principat de Jammu i Caixmir. Mohandas Gandhi fou assassinat el 1948 i Sardar Patel va morir el 1950, així que Jawaharlal Nehru va quedar com l'únic líder d'importància nacional. Durant aquest temps, també va tenir lloc l'emigració de 12 milions d'indis i pakistanesos que es van desplaçar a l'Índia o al Pakistan. Aquesta emigració sols ha estat superada en magnitud pel desplaçament del poble soviètic a causa de la invasió nazi a l'URSS, durant la Segona Guerra Mundial.
Nehru va adoptar el secularisme, socialisme i no alineament, marques del modern Congrés Nacional Indi i el setembre de 1948 es va annexionar l'Estat de Hyderabad, que s'havia mantingut independent en la partició de l'Índia. Nehru i el partit van obtenir la victòria a les eleccions de 1952, 1957 i 1962. Els enclavaments portuguesos de Daman i Diu foren incorporats a la unió Índia en 1961 i el 22 de desembre de 1961 Nehru va ordenar la invasió de Goa després de perdre la paciència amb el dictador portuguès, sent annexionada a l'Índia el 16 de març de 1962.
Mort Nehru el 1964 el va succeir Lal Bahadur Shastri que va morir també el 1966 i el Congrés va posar al front a Indira Gandhi, filla de Nehru (Gandhi era el nom de casada) enfront de l'ala dreta de Morarji Desai.
Des de la seva independència, l'Índia ha intervingut en quatre guerres contra el Pakistan i una contra la Xina. La Primera Guerra contra el Pakistan va començar el 1947 pel control del Caixmir, com la Guerra indopakistanesa del 1965; El descobriment d'una carretera construïda per la Xina a Aksai Chin que uneix les províncies del Tibet i Xinjiang, passant pel poble de Tianshuihai, el major del territori reclamat per Índia, amb 1.600 habitants fou una de les principals raons de la guerra sino-índia de 1962 que va tenir lloc a la frontera de l'Índia amb la Xina a l'est de Bhutan i a Aksai Chin, a l'oest del Nepal, però l'Índia va ser derrotada i des d'aleshores Nehru realitzà una política de bons veïnats. L'Índia va acollir refugiats del Pakistan Oriental i va ajudar les forces rebels d'aquesta regió en la seva lluita per la independència de la nació que es coneix avui en dia com a Bangladesh. El 1971, durant la fase final d'aquesta guerra, l'Índia va intervenir directament en la contesa, la qual cosa va provocar la derrota del Pakistan i la independència de Bangladesh. També va detonar una bomba nuclear el 1974 i va ser declarada com a nació nuclear el 1998. El 1962, l'Índia també es va enfrontar militarment a la Xina per problemes fronterers.

### Indira Gandhi
Quan Lal Bahadur Shastri va morir prematurament el 1966, Indira Gandhi va assumir el càrrec de Primera ministra de l'Índia. Posteriorment afegiria a aquest càrrec el de Ministra de Finances (1969-1970), Ministra de l'Interior (1970-1973) i Ministra de Defensa (1975). A causa de la guerra, la sequera i la crisi del petroli de 1973, la recessió de 1973-1975, i les vagues i les protestes havien paralitzat el govern i perjudicat molt l'economia del país. Davant l'oposició política massiva, la deserció i el desordre a tot el país i el partit, Indira Gandhi va seguir els consells d'uns quants fidels i el seu fill petit Sanjay Gandhi, el poder del qual havia crescut considerablement durant els últims anys fins a convertir-se en una autoritat extraconstitucional, i el 1975 va declarar un controvertit estat d'emergència que li va permetre governar per decret, establir la censura en els mitjans i restringir les llibertats individuals. Durant aquest període, que va durar fins al 1977, es van dur a terme uns quants abusos, que la van portar a perdre les eleccions d'aquell any davant de Morarji Desai, un dels seus principals rivals polítics.
La debilitat de govern de Morarji Desai va portar a unes noves eleccions anticipades el 1980, en què Gandhi va aconseguir recuperar el càrrec de primera ministra desfermant la repressió del nacionalisme sikh al Panjab, que buscava la creació d'un estat independent sikh al nord del país i el 1984 va llançar l'Operació Estrella Blava en la que l'Exèrcit de l'Índia va atacar a un grup de militants sikh, que estaven refugiats en el temple daurat, el Harmandir Sahib, el santuari més sagrat del sikhisme i que va acabar amb la mort 500 persones entre elles del líder independentista Jarnail Singh Bhindranwale. Aquestes accions van provocar un gran descontentament entre els sikhs però van fer-li guanyar popularitat entre altres sectors de la població, cosa que la portaria a guanyar la reelecció el 1984.

### Rajiv Gandhi
Tanmateix el 31 d'octubre de 1984, Indira Gandhi va ser assassinada pels seus guardaespatlles sikh, i al seu torn comportaria la massacre antisikh a Delhi Rajiv Gandhi fou nomenat primer ministre després de l'assassinat de la seva mare i immediatament van tenir lloc una massacre antisikh a Delhi i va triomfar àmpliament a les eleccions de 1984. El 1987 Gandhi va enviar forces índies de manteniment de la pau a Sri Lanka en un intent desastrós d'imposar la pau a la Guerra Civil de Sri Lanka, però la mesura va resultar impopular tant a casa com a l'estranger i va revertir l'intent de cop d'estat a les Maldives de 1988, antagonitzant grups militants tàmils com Organització Popular d'Alliberament de Tamil Eelam.

### El final de l'hegemonia del Congrés
A mitjans de 1987, l'escàndol de Bofors va danyar la imatge de Rajiv Gandhi com a lliure de corrupció i va provocar una gran derrota per al seu partit a les eleccions de 1989 a mans del Tercer Front que encapçalava el Janata Dal de Vishwanath Pratap Singh,
Les tropes índies es van retirar de Sri Lanka el 1990 i el Lok Sabha fou dissolt setze mesos després de la seva elecció, després de l'enfonsament dels governs encapçalats per V. P. Singh i Chandra Shekhar, i a la campanya electoral de les eleccions de 1991 fou assassinat pels Tigres d'Alliberament de Tamil Eelam (LTTE) de Sri Lanka als que havia traït. A la seva mort el va succeir P.V. Narasimha Rao. El Congrés va guanyar les eleccions i Narasimha Rao va esdevenir primer ministre introduint polítiques dretanes al partit, instigades pel ministre de finances i futur primer ministre Manmohan Singh per fer front a la crisi econòmica índia i que van impulsar l'Índia a un creixement econòmic més agressiu posant final a una economia inspirada en idees socialistes després de la sortida dels britànics amb la que l'Índia va anar progressant lentament. Un escàndol en el suborn de parlamentaris va portar a la caiguda del Partit del Congrés a les eleccions generals índies de 1996, i posteriorment a l'abandonament de la política per Narasimha.
A les eleccions de 1996 el Partit del Poble Indi (BJP) de Atal Bihari Vajpayee es va convertir en el partit més gran del parlament el 1996; no obstant això, no tenia majoria a la cambra baixa del Parlament i el seu govern només va durar 13 dies. La coalició del Front Unit va aconseguir llavors la majoria parlamentària i H. D. Deve Gowda del Janata Dal va esdevenir primer ministre fins que va perdre una moció de confiança el 1997 i Inder Kumar Gujral, també del Front Unit, va succeir-lo com a primer ministre. A causa de la inestabilitat, el 1998 es van celebrar eleccions anticipades.
Després de les eleccions de 1998, la coalició liderada pel BJP, coneguda com a Aliança Democràtica Nacional (NDA), dirigida per Atal Bihari Vajpayee, va formar un govern que va durar un any. Al maig de 1998, coincidint amb l'escalada nuclear desencadenada per Vajpayee amb Pakistan en ordenar realitzar la prova nuclear Pokhran-II, la primera des de la prova nuclear original de l'Índia el 1974, Narendra Modi va ser promogut al càrrec de secretari general del Partit Bharatiya Janata, i Lal Krishna Advani va ser reemplaçat com a president del BJP per Kushabhau Thakre. Després de noves eleccions, el govern de l'NDA, de nou encapçalat per Vajpayee, va durar un mandat complet; aquest va ser el primer govern fora del Congrés a fer-ho. El govern d'Atal Bihari Vajpayee va centrar-se en una política econòmica en gran manera liberal que prioritzava la globalització i el creixement econòmic per sobre del benestar social. A les eleccions generals de 2004, l'NDA va patir una derrota inesperada i, durant els deu anys següents, el BJP va ser el principal partit de l'oposició.

### Els governs de Narendra Modi
Després del govern de Manmohan Singh del Congrés Nacional Indi, el ministre en cap de Gujarat Narendra Modi va guanyar de manera contundent les eleccions generals índies de 2014 i es va convertir en primer ministre liderant el govern de l'NDA i va substituir Lal Krishna Advani com a líder del seu grup parlamentari.

Resultats de les eleccions generals índies de 2019

El 2019, el BJP va tornar a guanyar les eleccions per majoria absoluta. i l'aliança va arribar al govern de 18 estats. Modi va tornar a guanyar les eleccions generals índies de 2024 per majoria simple. Durant el seu govern el país s'ha polaritzat entorn afers religiosos, i Modi ha reforçat el seu control sobre les institucions democràtiques com no passava des del govern d'Indira Gandhi a la dècada de 1970, amb les minories sentint-se perseguides per les polítiques nacionalistes hindúe, i la dissidència sent silenciada. Les seves qüestions clau han inclòs el revocament de l'autonomia de Jammu i Caixmir, la construcció del Temple de Rama a Ayodhya i la implementació de la Llei de modificació de la ciutadania, provocant protestes generalitzades i estimulant els disturbis de Delhi del 2020 en què els musulmans van ser atacats i morts per turbes hindús. L'Agència Índia d'Investigació Espacial va aterrar amb èxit la missió lunar Chandrayaan 3.
Actualment, l'Índia és considerada una nació emergent amb un gran potencial de desenvolupament i en termes de PNB és actualment la desena potència més gran del món. Els economistes prediuen que, al ritme actual de creixement en el 2050 en la tercera major economia del món. En abril de 2023, amb 1.425 milions de persones, va passar a ser per primer cop el país més poblat del planeta, superant la República Popular de la Xina.